# Серебряное копытце (сказ)
«Серебряное копытце» — сказ Павла Бажова из его сборника «Малахитовая шкатулка», созданный на основе уральского фольклора.
В 1944 году произведение было переведено на английский язык Аланом Уильямсом (Alan Moray Williams) и опубликовано издательством Hutchinson. В 1950-х годах ещё один перевод был сделан Эвой Мэннинг (Eve Manning). Сказ был также включён в сборник рассказов Джеймса Риордана «The Mistress of the Copper Mountain: Tales from the Urals», опубликованный в 1974 году компанией Frederick Muller Ltd.
Сказ печатался в СССР и России как в сборнике сказов, так и отдельной книгой. Один из самых читаемых и публикуемых сказов Павла Бажова.

## Сюжет
На одном из уральских заводов жил старик по прозвищу Кокованя, у которого не осталось никого из семьи. Решил он взять к себе в семью мальчика-сироту, но соседи посоветовали ему недавно осиротевшую девочку Дарёнку. Зная семью Потопаевых, где росла девочка, Кокованя взял её себе на воспитание. Вместе с Дарёнкой привязалась и кошка по имени Мурëнка.
В своём доме Кокованя рассказал девочке, чем он занимается: летом песок промывает и золото добывает, а зимой по лесам на козлов охотится. И среди тех козлов есть один, которого Кокованя никак не может увидеть — тот козёл особенный, у него на правой передней ноге серебряное копытце. В каком месте он топнет этим копытцем, там и появляются драгоценные камни. Поверила девочка в это чудо и всей душой захотела увидеть невиданное животное.
Поддавшись просьбам Дарёнки дед однажды взял её зимой на охоту. Настреляв и засолив много козлов, он пошёл искать лошадь, оставив девочку одну в тёплом и прочном балагане (бревенчатое жилище). Кокованя долго не появлялся, Дарёнка начала беспокоиться и выходить на двор, его ожидая. И однажды на крышу их жилища запрыгнул волшебный козёл и своим серебряным копытцем насыпал много разных драгоценных камней — красных, голубых, зелёных и бирюзовых. К этому времени вернулся и Кокованя, не узнав своего балагана, засыпанного камнями. Вдруг Мурёнка запрыгнула на крышу и громко мяукнула — ни кошки, ни Серебряного копытца не стало!
Кокованя успел нагрести в шапку немного драгоценных камней — с Дарёнкой на эти камни они долго жили, только жалко было девочке, что и кошка пропала, и волшебный козёл больше не появлялся.

## В культуре

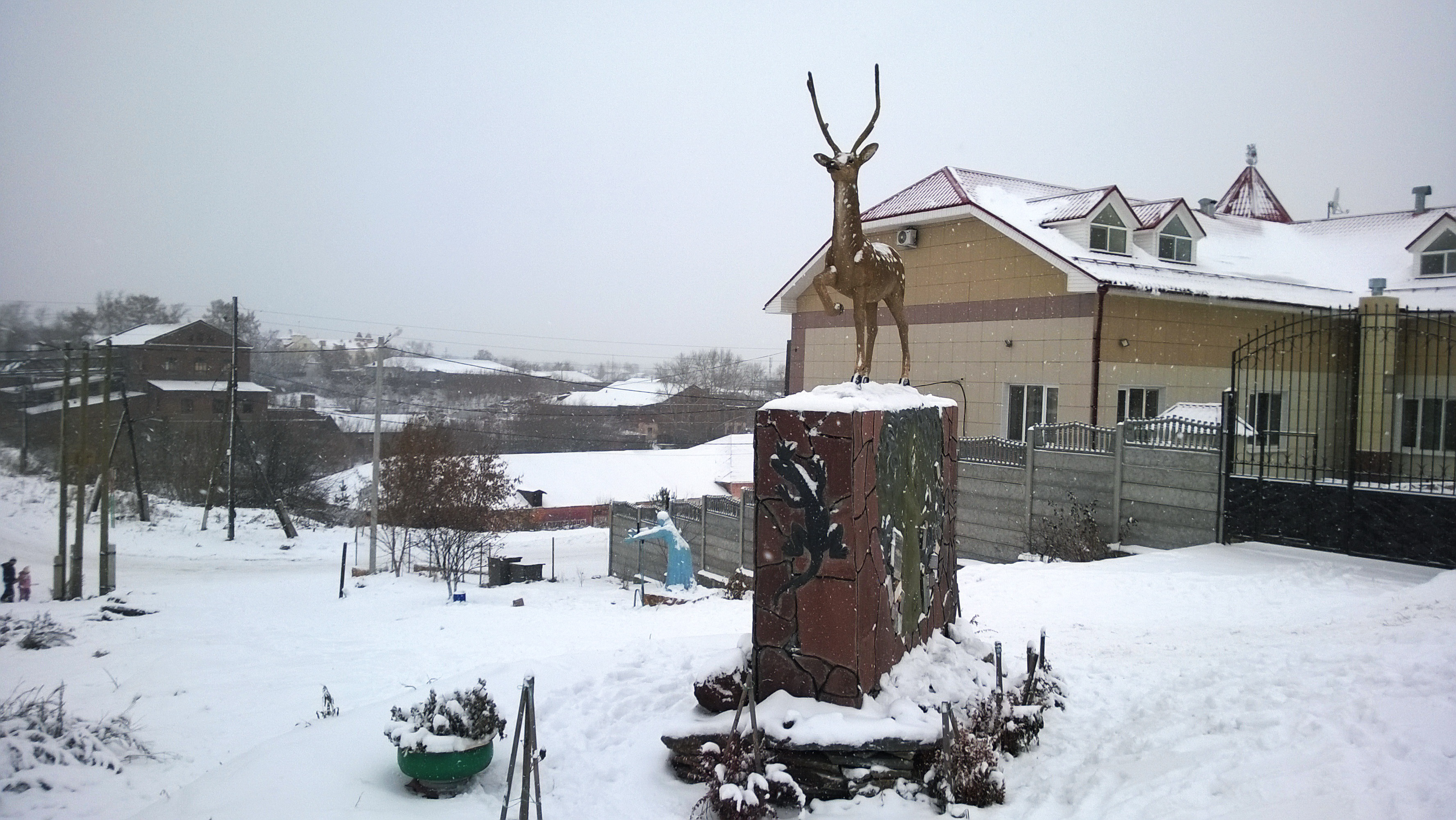
Памятник «Серебряному копытцу» в Сысерти

Сказ «Серебряное копытце» очень популярен, на его основе были созданы следующие художественные произведения:
- В 1947 году Евгением Пермяком была написана детская пьеса «Серебряное копытце»[9].
- В 1959 году уральским композитором Любовью Никольской[10] была создана опера «Серебряное копытце»[11].
- В 1978 году на Свердловской киностудии был снят мультипликационный фильм «Подарёнка», режиссёр Игорь Резников.
- В 1979 году на студии «Союзмультфильм» был снят мультфильм «Серебряное копытце», режиссёр Геннадий Сокольский.
- В 2017—2019 годах композитором Игорем Машуковым совместно с Сергеем Райником была создана и поставлена триада балетных спектаклей по сказам П. П. Бажова: «Золотой полоз» (2017), «Дорогое имячко» (2018), «Серебряное копытце» (2019).
- На Урале по настоящее время проводится региональный конкурс «Серебряное копытце». В 2022 году прошёл 24-й по счёту конкурс[12].